# Gakkō no Kaidan
Gakkō no Kaidan (学校の怪談?  literalmente: Historias de fantasmas de la escuela) (traducido como Historias de fantasmas en español y Ghost stories en inglés) es una serie de anime de 20 episodios (21 con el episodio censurado) transmitido a finales del 2000 hasta comienzos del 2001 por el estudio Aniplex para Fuji Television. En Latinoamérica se transmitió en Cartoon Network en el año 2005 y en octubre de 2007. La historia está basada en una serie manga de Yosuke Takahashi.

## Argumento
Cuando la madre de Satsuki (Claire en español) muere, ella, su padre y su pequeño hermano, se mudan a la ciudad en la cual se crio su madre. Allí Satsuki comienza a estudiar en la misma escuela a la que acudió su madre en el pasado (la escuela nueva, porque su madre fue a la vieja escuela). Lo que Satsuki no sabe es que su familia materna posee una habilidad especial para detener a los fantasmas malignos, habilidad que ella heredó. Por desgracia, al morir la madre de Satsuki, un árbol sagrado en el que ella había encerrado a los fantasmas es cortado, se liberan todos los fantasmas capturados y encerrados en la escuela, a quienes la chica sin saberlo despertó con sus poderes psíquicos; al darse cuenta de esto, la protagonista busca consejo de su madre a través de un diario que encontró dentro de un cuadro en la vieja escuela en el cual había información escrita sobre todos y cada uno de los espectros con los que se enfrentará en el transcurso de la serie.
En su primera misión, Satsuki comete el grave error de no leer por completo una página del diario sobre cómo encerrar a los fantasmas, y termina encerrando a uno de ellos en el cuerpo de su gato mascota concediéndole así un cuerpo al espíritu. Esto le será de mucha ayuda ya que si el espíritu (Amanojaku) quiere liberarse y recuperar su vieja forma, tiene que ayudar a Satsuki a dormir a todos los fantasmas para que él regrese a su forma original y pueda salir de ese cuerpo.

## Personajes

### Principales
- Satsuki Miyanoshita (宮ノ下さつき Miyanoshita Satsuki?) (Claire): Es la protagonista, tiene un carácter fuerte, es inteligente y muy valiente. Claire es una alumna de 5º grado, que perdió a su madre cuando aún era pequeña, así que ella es la ama de casa en su familia, y a veces puede comportarse de tal forma que parece haber olvidado que es una niña, cuida mucho de su hermano menor, Ben, a quien a veces sobreprotege. Ned y ella siempre pelean por muchas razones, como por ejemplo que él siempre está intentando ver su ropa interior. A pesar de eso Claire parece estar enamorada de él.

- Amanojaku (天の邪鬼 Amanojaku?): Es un demonio encerrado por error en el cuerpo de un gato (Kaya) en el primer episodio, que resultó ser la mascota de Claire y Ben. Ella, sin saberlo, trató de sellarlo, pero no había leído completamente las instrucciones del diario de su madre. El espíritu permanece encerrado en el cuerpo del gato en el transcurso de toda la serie, y resulta ser de gran ayuda, brindándole pistas y hasta incluso protegiéndolos en determinadas ocasiones. Tiene un temperamento frío y siempre les dice a los demás que, cuando ellos sientan miedo, él se hará más poderoso. Hay ocasiones en que no los desea ayudar, en esos casos deben recurrir por obligación al diario de Karen.
- Keiichirō Miyanoshita (宮ノ下敬一郎 Miyanoshita Keiichirō?) (Ben): Es el hermano menor de Claire. Extraña mucho a su madre y se asusta mucho al saber que algo malo está por suceder. Siempre está con su hermana. Es el más pequeño del grupo, y, en efecto, el más llorón. Se hace buen amigo Amanojaku (Kaya).
- Momoko Koigakubo (恋ヶ窪桃子 Koigakubo Momoko?) (Nicole): Es una chica de muy buen corazón. Es muy frágil. Ella conoció a la madre de Claire antes de morir cuando las dos coincidieron en el hospital. Cuando hay problemas, Nicole es poseída de cuerpo por ella y ayuda a los chicos, pero después Nicole no recuerda nada. Su mamá es abogada y su papá jefe en un restaurante. Ella está en 6.º grado y conoce a los demás en el primer episodio; siendo la mayor del grupo.
- Hajime Aoyama (青山ハジメ Aoyama Hajime?) (Ned): Es el vecino de Claire y Ben, es quien los conoce primero. Es un chico valiente, lindo y un poco presumido. Siempre procura cuidar de Claire y a los demás. Ésta en 5.º grado y en el mismo salón, junto a Claire y Paul. Se pelea mucho con Claire por acciones pervertidas por parte de él mismo (ver su ropa interior). Aparentemente está enamorado de Claire y la salva en un determinado momento de la serie.
- Leo Kakinoki (柿ノ木レオ Kakinoki Reo?) (Paul): Se llama a sí mismo un investigador de cosas paranormales. Tiene una gran afición hacía todo lo que sea paranormal ya que siempre que sale un fantasma, él investiga y es de mucha ayuda. Es un poco egoísta, pero a la hora de ayudar no se echa para atrás. Está en 5.º grado al igual que Claire y Ned.

### Secundarios
- Kayako Miyanoshita (宮ノ下佳耶子 Miyanoshita Kayako?) (Karen): Es la madre de Claire y Ben. Realizaba el mismo trabajo que ahora hace su hija: Cazar a los espíritus malignos que habitaban en su escuela y sellarlos, y luego de ello, anotaba todo lo que sabía sobre los fantasmas en un diario que, años después, es descubierto por Claire detrás de su retrato en la vieja escuela. Cuando su hija y sus amigos están en serios problemas, ella se posesiona del cuerpo de Nicole, y se comunica con ellos guiándolos para que puedan sellar al fantasma. Es muy parecida a su hija, con la excepción de que ella tiene el cabello más oscuro que Claire. Sus flores favoritas son los narcisos.
- Reiichirō Miyanoshita (宮ノ下礼一郎 Miyanoshita Reiichirō?) (Robert): Es el padre de Claire y Ben, conoció a Karen en la escuela a la que ahora asiste Claire y, de hecho, la ayudó a sellar fantasmas, como ahora lo hace Ned con su hija. Por esto se cree que Claire y Ned son iguales a ellos cuando sellaban fantasmas (que son uno para el otro). Karen y Richard sabían que iban a casarse y a tener hijos; ya que en un capítulo de la serie Claire, Nicole y Ned van al pasado y Claire le dice a su padre que se casará con Karen. En otro episodio, Richard es el blanco de los ataques de unos fantasmas, que lo dejan herido y es trasladado al hospital, lo que hace creer a Claire y Ben que van a perderlo también.

### Fantasmas
- 01. Amanojaku
- 02. Akagami Aogami
- C. Kuchisake-onna (episodio censurado/perdido)
- 03. Kutabe
- 04. Fantasma del piano
- 05. Fantasma del atleta (Datto)
- 06. El Espantaniños (Babasare)
- 07. Fantasma del espejo (Utsumishi)
- 08. Arpía/Datsue-ba
- 09. Bola de Nieve
- 10. El Taxista/ El Túnel Fantasma
- 11. Mary
- 12. La Enfermera
- 13. Leonardo de Vinci
- 14. Srta. Shizuko
- 15. El ojo de la oscuridad/ Yamime
- 16. La morada del mal
- 17. Yuki Shirogane
- 18. Akane
- 19. El motociclista sin cabeza
- 20. El espíritu vengador (Lord Ohma)

## Emisión y doblaje
La serie fue realizada por el estudio Aniplex, en conjunto con Studio Pierrot, y emitida por primera vez en Japón por Fuji Television desde el 2000. Luego fue licenciada para el mercado de Norteamérica por ADV Films, cuyo doblaje reemplazó el escrito original por uno más cómico. Fue presentada para varias regiones asiáticas por la señal de televisión satelital Animax, quienes además tradujeron y dieron nuevo doblaje a la serie en el idioma inglés, titulándola Ghosts at School. En Latinoamérica fue emitida por Cartoon Network en octubre del 2005, 2007 y en marzo del 2008 en el canal chileno de televisión de paga Etc...TV.

### ADV Films
Durante el fin de semana del 19 de agosto del 2005, en la convención de anime Otakon, ADV Films anunció para octubre del 2005 el lanzamiento de la serie (con el título Ghosts Stories) para su distribución en DVD en Norteamérica. La controversia entra en notoriedad por el doblaje, el cual completamente sustituye el diálogo original en favor de uno más humorístico, escrito por el miembro de ADV Steven Foster, y por actuaciones de voz propias. Mientras que la versión original aún está disponible en DVD por subtítulos, pocos fanes fueron favorecidos por este doblaje, argumentando que la factoría hizo demasiados ajustes de edición de aquel por simplemente potenciar las ventas. En instancia, esto fue opacado por reseñas favorables que el previo de ADV en Otakon recibió hasta la fecha, además de noticias de que la licenciataria original en Japón, Aniplex, aprovechó los cambios. El primer volumen de Ghost Stories salió a la venta el 22 de octubre del 2005.
Últimamente, la reacción por el doblaje de ADV fue, por decirlo de alguna manera, positiva, dada la adición de humor, plenamente referida a la cultura pop; por ejemplo, en el primer episodio, cuando Hajime (Ned) encuentra a Momoko (Nicole) por primera vez, en la versión japonesa, él dice: "She's beautiful"; pero en el doblaje de ADV, él dice "Giggidy giggidy" (una referencia a Glenn Quagmire de la serie de comedia Padre de familia). El doblaje de ADV también hace notas de Wal-Mart y el papel sanitario de Charmin, en lugar de las tiendas y marcas de papeles sanitarios referidas en la versión japonesa. Hay, además, referencias políticas intercaladas desde republicanos hasta demócratas y el miembro cristiano Al Sharpton.
Este y otros cambios hicieron que la serie pareciere más americana que japonesa, y hay también cambios de personalidad: Momoko (Nicole) cambiada de una psíquica a una fanática religiosa que reprochaba homosexuales, judíos y musulmanes en múltiples episodios, tachando incluso de lesbiana a la madre de Claire. El apellido Miyanoshita cambió a Manshita y Reo (Paul) cambió de un simple investigador en lo sobrenatural a la personalidad de un personaje judío con un complejo de inferioridad, incluso haciendo su cambio de nombre a Leo. Algunos aspectos de personajes menores son "expandida" ligeramente (solo por propósitos humorísticos).

### Otros doblajes
El doblaje de Ghost Stories es famoso en Estados Unidos por haber cambiado los diálogos originales, optando por una versión completamente nueva enfocada en el humor negro, editada por los propios actores de doblaje. En Asia, a través de las señales en inglés que dispone, la cadena televisiva Animax emitió una versión íntegra de esta serie, retitulándola Ghost at School y presentando los episodios sin cambios significativos, transmitiéndola así para varias regiones del continente asiático.
Sobre el doblaje para Hispanoamérica realizado en Argentina, presentado por canales como Magic Kids y Cartoon Network en 2004 y 2005 respectivamente, hubo cambios en los nombres de los personajes, pero el contenido y el diálogo fueron fieles a sus contrapartes originales. En octubre del 2007, Cartoon Network ofreció una maratón con todos los episodios como parte de su especial anual de Halloween.
En septiembre de 2024, Anime Onegai adquirió los derechos de transmisión de la serie en América Latina confirmando su redoblaje en español latino, el cual fue estrenado el 30 de octubre del mismo año.

### Reparto
| Personaje             | Actor de voz (Japón) | Actor de voz (Hispanoamérica, Xystus) | Actor de voz (Hispanoamérica, Anime Onegai) |
| --------------------- | -------------------- | ------------------------------------- | ------------------------------------------- |
| Sastuki Miyanoshita   | Tomoko Kawakami      | Maria Mendiry                         | Regina Tiscareño                            |
| Hajime Aoyama         | Takako Honda         | Diego Brizzi                          | Gerardo Mendoza                             |
| Keiichirō Miyanoshita | Kurumi Mamiya        | Mariela Álvarez                       | Jorge Rafael                                |
| Momoko Koigakubo      | Kumi Sakuma          | Claudia Pannone                       | Angélica Villa                              |
| Leo Kakinoki          | Makoto Tsumura       | Hernán Bravo                          | Sergio Maya                                 |
| Kayako Miyanoshita    | Kotono Mitsuishi     | Mariana Correa                        | Valentina Souza                             |
| Amanojaku/Kaya        | Ryusei Nakao         | Ariel Abadi                           | Tommy Rojas                                 |

## Lista de episodios
Anexo: Episodios de Gakkō no Kaidan
El anime constaba originalmente de 21 episodios en total. El episodio 21, el cual en un principio era el tercero (titulado ¿Soy hermosa?) no fue emitido en Japón principalmente al hecho de que el fantasma del episodio mostraba características parecidas a la enfermedad del labio leporino. En el episodio se muestra una mujer fantasma con su labios rasgados (Kuchisake-onna). Ante las protestas de grupos de padres de niños que padecían labio leporino decidieron censurarlo para evitar problemas y controversias con el público. Hasta la fecha el episodio no se ha emitido en Japón ni en ningún otro país a pesar de existir, por lo que tampoco cuenta con ningún doblaje. El único rastro que queda de dicho episodio es el adelanto que se mostró al final del segundo episodio de la serie durante su emisión original.

## OVA
Una serie de OVAs fue realizada durante el 2005 hasta el 2009, la cual es titulada Gakkō no Kaidan SP, esta consta de 10 episodios.

## Banda sonora
Toda la banda sonora, exceptuando la apertura y cierre de la serie, fue hecha por Kaoru Wada.
- Opening: «Grow Up» por Hysteric Blue.
- Ending: «Sexy sexy» por Cascade.